# Захір аль-Умар
Захір (Дагір) аль-Умар аз-Зейдані (араб. ظاهر العمر الزيداني‎; бл. 1690 — 21 серпня 1775) — державний та військовий діяч Османської імперії, напівнезалежний паша Сідонського еялету, емір Назарету та Тверії, шейх Акри і Галілеї.

## Життєпис

### Молоді роки
Походив з арабського бедуїнського племені бану-зейдан з колишньої конфедерації кайситів. Молодший син шейха Умара аль-Зейдані, мультазіма (головного митника) Тверії. Народився близько 1690 року в селі Аррабат аль-Баттуф в центральній Галілеї. 1706 року помер батько, а старший брат Захіра — Саїд — став головою родини. Проте посада мультазіма була передана Захіру. Це зроблено як запобіжний захід, щоб у випадку невиконання податкових платежів дефолту османський уряд не міг притягнути до відповідальності фактичних митарів з родини аль-Зейдані.
1707 року з Тверії повертається до рідного села, де здобув початкову освіту. Втім йому більше подобалася військова справа. Між 1713 і 1718 роками відіграв важливу роль у захисті села Біїна від османських загонів, що піднесло його авторитет. Згодом разом з братом Саїдом займався торгівельними операціями в Дамаску.

### Становлення влади
Наприкінці 1720-х років після смерті Саїда очолив родину. Невдовзі спільно з братом Юсуфом за підтримки племені бану-сакр захопив місто Тверію. Водночас звернувся до сідонського паші Абдулли Кепрюлю, що у випадку призначення його мультазімом Тверії і Аррабат аль-Баттуфу, він гарантує своєчасну сплату податків та законність. Той погодився на це. Невдовзі Захір аль-Умар об'єднав навколо себе усе плем'я зейдан.
Відтак розширив свої володіння на південь до міста Наблус і долини Їзреель. Водночас з початку 1730-х років зібрав війська з алжирців та марокканців, з якими спробував захопити місто Назарет. Йому співчували мешканці останнього. Водночас це спричинило спротив племену бану-сакр і бану-джаррар. 1735 року в битві біля Аль-Рауха завдав супротивникові нищівної поразки, в якій загинув Ібрагім, шейх бану-джаррар. За цим здобув місто Назарет і захопив Наблуський санджак. Проте захопити село-фортецю Санур, резиденцію бану-джаррар, не вдалося.
1738 року з дозволу сідонського паші виступив проти Ахмеда аль-Хусейна, завдавши тому нищівної поразки. За цим захопив фортецю Джиддін, мультазімом якої його призначили. У 1739—1740 роках дипломатичними заходами підкорив фортеці Біїна і Сухмата. Його родичі підкорили Західну Галілею. 1740 року вдалося зайняти місто Сафед у Верхній Галілеї.
Невдовзі стикнувся з шиїтськими кланами в Джабаль-Амель, які очолював Насіф аль-Нассар. Зрештою завдав тому поразки, захопивши місто Аль-Бассу і Ярун на межі з Ліваном. Також дістав згоду від Насіфа допомогти у протистоянні з османськими військами в Дамаску. В свою чергу обіцяв аль-Нассару допомогу в боротьбі проти пашів Сідону.
Посилення Захіра викликало невдоволення османського дивану. 1742 року Сулейман аль-Азм, паша Дамаску, дістав наказ відвоювати захоплені Захіром землі в Галілеї. Втім Захір витримав облогу в Тверії. 1743 року бойові дії тривали, але переважно Захір перебував в облогах. Становище Захіра покращилося після загибелі 1743 року Сулеймана аль-Азма. Невдовзі він завдав османському війську поразки. Того ж року придушив змову стриєчного брата Мухаммада ібн Алі, якого стратив. 1745 року звів фортеці Саффурію.

### Піднесення
У 1746 році заволодів прибережним містом Акко, 1750 року перебудував його фортецю і зробив центром своїх володінь. Протегував розвитку ремесел і торгівлі, сприяв заселенню Акки й обробітку порожніх земель. Створив власне наймане військо і флот. 1757 року захопив портове місто Тантура і важливу гору Кармель. У 1758 році наказав знести рибальське село Хайфа і побудувати на її місці портове місто.
1761 року відбив спробу османських загонів захопити Хайфу. Того ж року наказав убити брата Саада, який вступив у змову з Осман-пашею, очільником Дамаскського еялету. У 1765 році повстали сини Захіра — Усман, Саїд і Ахмад. Невдовзі за підтримки старшого сина Саліді придушив заколот, ув'язнивши Усмана. Того ж року зніс місто Хайфа, звівши 1769 року його на новому місці (уздовж затоки). Ще у 1766 року син Усман втік і знову повстав. Його підтримали друзи Галілеї. Але у битві біля Сафеду Захір завдав їм поразки. Згодом ліванські друзи і суніти розділилися в підтримці Захіра та його сина. 1767 року вдалося замиритися з сином Усманом, який дістав у володіння Назарет.
1768 року отримав від османського дивану титул шейха Акки, еміра Назарету, Тверії, Сафеда і шейха всієї Галілеї. Втім конфлікт з Усманою-пашею з Дамаска тривав.
Після початку російсько-турецької війни у 1769 році уклав союз з шейх аль-баладою Єгипту Алі-беєм. 1770 року разом з останнім повстав проти османського уряду. У 1771 року спільно з єгипетським військом опанував Дамаском і Сайдою (Сідоном). Але відступ єгиптян з Дамаска змусив Захіра залишити Сайду. Проте невдовзі він захопив порт Яффа. Спроба зайняти Наблус, де отаборилися бану-тукан і бану-німр, виявилася невдалою. У вересні того ж року в битві в долині Хула завдав поразки османським військам з Дамаска, Сайдиі Триполі. У жовтні знову зайняв Сайду. У 1772 році за підтримки російської ескадри здобув перемогу над османським військом, що намагалися відвоювати Сайду. Потім за підтримки ліванських друзів відібрав у Джаззар-паші місто Бейрут.

Володіння Захіра аль-Умара в 1774 році

До початку 1773 року володіння Захіра простягалися від Сайди до Яффи, включаючи узбережжя Середземного моря, Верхню і Нижню Галілею. Втім 1773 року внаслідок повстання в Єгипті гине Алі-бей. Проте Захіру вдалося захопити Єрусалим і встановити владу в Палестині. У 1774 році призначається пашею Сайди. Йому було передано Наблус, Газу і Рамлу. Втім мусив фактичну владу в Наблусі і Єрусалимі передати місцевим кланам.
Захір аль-Умара невдовзі втратив союзників, 1775 року позбавлений посади паши Сайди. За цим проти нього виступив османський флот і новий єгипетський шейх аль-балада Мухаммад-бей. У 1775 році зазнав від них поразки. Опинився в облозі в Аккі, під час якої загинув.